# Ark (gruppo musicale norvegese)
Gli Ark sono un gruppo musicale progressive metal norvegese nato nel 1999.

## Storia degli Ark
Gli Ark nacquero in Norvegia nel 1999 da una collaborazione tra il chitarrista Tore Østby (Conception, Redrum, D. C. Cooper) e il batterista John Macaluso (TNT, Riot, Spread Eagle, Malmsteen, Powermad), ai quali successivamente si unì il vocalist Jørn Lande (Malmsteen), con cui diedero vita a due celebri album. Il completamento della line-up avviene però nel secondo disco, con l'ingresso al basso di Randy Coven (Steve Vai, Steve Morse) e di Mats Olausson (Malmsteen) alle tastiere. Nello stesso anno pubblicano con la Rising Sun Productions il loro primo omonimo album.
Nl 2002 firmarono poi con la Inside Out Music, con cui pubblicarono Burn the Sun. La band si scioglie alla fine del tour per la promozione di questo album, con la fuoriuscita di Lande, che si unisce ai Masterplan e si dedica alla sua carriera solista.
Voci di una reunion circolano per molto tempo, John Macaluso menziona infatti più volte la preparazione di un nuovo album intitolato Arkadios; tuttavia molto poco viene annunciato ufficialmente, se non che il progetto slitterebbe a data da destinarsi e che sarebbe presente la formazione originale, ma senza Lande. Fu sempre Macaluso, però, che nel 2011 sul proprio profilo Facebook ufficializza la cancellazione della produzione e l'inizio di una nuova band, sancendone così ufficialmente lo scioglimento.

## Formazione

### Storica
- Jørn Lande – voce
- Tore Østby – chitarra
- John Macaluso – batteria, percussioni
- Randy Coven – basso
- Mats Olausson – tastiera

## Discografia
- 1999 – Ark
- 2001 – Burn the Sun